# Тъмната кула I: Стрелецът
„Тъмната кула I: Стрелецът“ е роман, на американския писател Стивън Кинг, първият от поредицата за Тъмната кула. За първи път е отпечатана през 1982 г.
Историята разказва за Роланд Дисчейн, последният стрелец, който преследва своя противник „мъжът в черно“ в продължение на много години. Романа следва дългото и мъчително пътуване на Роланд през огромна пустиня и отвъд в търсена на мъжа в черно. Той среща няколко души по време на пътуването си, включително Джейк Чеймбърз, който известно време пътува с него.
Действието се развива в един свят, излязъл сякаш от продължителен Апокалипсис. Градовете са малко, а дори и да има, са населени от полудели старци и машинини (Блейн от град Луд). В свят на магии, в едно общо безвремие властват злите сили, а по земята ходят странни същества. Стрелецът среща много хора, но съдбата му е една – да открие центърът на всичко – Кулата.
Книгата е посветена на „Ед Фърман, който рискува пръв да прочете тази книга“, който е дългогодишен редактор в „Списание за фентъзи и научна фантастика“.

## История и публикуване
Романът е вдъхновен от поемата на Робърт Браунинг „Чайлд Роланд Кулата достигна“, която Кинг е чел като второкурсник в университета. Кинг обяснява, че го е вълнувала идеята да се опита да въплати в дълъг романтичен роман усещането, ако не и точното чувство на поемата на Браунинг. Започва да пише романа на зелен лист хартия, който намира в библиотеката.
Петте части, които съставят романа първоначално са публикувани в „Списание за фентъзи и научна фантастика“ както следва:
1. „Стрелецът“ (октомври 1978)
2. „Крайпътна станция“ (април 1980)
3. „Оракулът и планините“ (февруари 1981)
4. „Мутантите“ (юли 1981)
5. „Стрелецът и човекът в черно“ (ноември 1981)

Дванадесет години и половина отнема на Кинг завършването на романа, крайният вариант на който е издаден през 1982 г. в ограничен тираж. Шест години по-късно, през 1988 г. е издаден с меки корици. Оттогава насам книгата е преиздавана много пъти в различни формати, многотомници и поредици.
През 2003 г., романът е преиздаден с обновления и разширения в историята и с промени в езика с цел да бъдат премахнати несъответствията, които се появяват при написването на следващите книги от поредицата.